# M38獵狼犬
M38獵狼犬(M38 Wolfhound)是二戰美軍的6x6裝甲車，1944年由通用汽車公司的雪佛蘭生產，原意用於替換M8灰狗裝甲車系列，但在1945年二戰結束，M38計劃取消，只有小量試驗型。

## 設計
M38可載4人，開頂式砲塔裝有37毫米M6主砲，備彈93發，副武器為兩把機槍，一把為同軸機槍，另一把為防空機槍。M38裝有凯迪拉克（Cadillac）生產的8筒水冷引擎，車輛底盤及地台較低，車型優美，每邊有3個對稱車輪及特制弧型擋泥板。車頭前面裝有提高防護能力的傾斜裝甲版，無線電通信器發射針裝於車頭傾斜裝甲版的右邊。在小量試驗型中，其中1部M38被裝上M24霞飛坦克的砲塔以測試裝甲車裝上坦克砲塔的可能性。
M38的設計佈局後來被用於二戰後的英軍阿爾維斯薩拉丁（Alvis Saladin）裝甲車上。

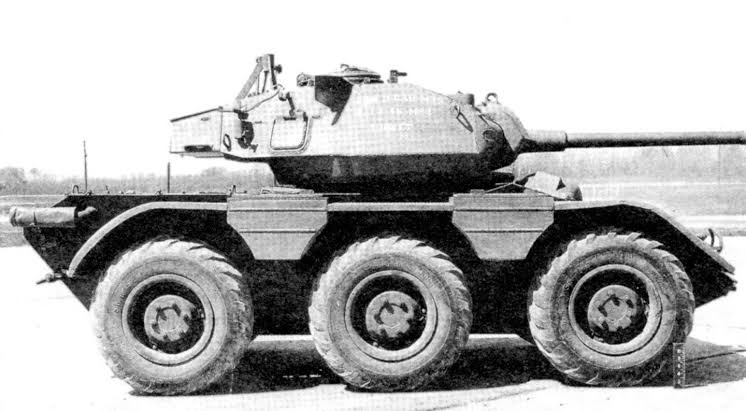
裝上M24霞飛坦克砲塔的M38。

## 外部連結
- （英文）-二戰車輛介紹